# Тукурінгра
Тукурінгра — гірський хребет довжиною 230 км на Далекому Сході Росії на території Амурської області, частина гірського пасма Янкан — Тукурінгра — Соктахан — Джагди. Максимальна висота — 1604 м.
Відокремлює Верхньозейську від Амурсько-Зейської рівнини.
Складений метаморфічними сланцями і пісковиками. Присутні родовища золота, кіноварі, залізної та інших руд. Сейсмічен.
Характеризується середньогірським рельєфом із слідами стародавнього заледеніння. На схилах хребта модринові ліси і березняки з вкрапленнями маньчжурських видів, представлених липою, лимонником та іншими рослинами. Вище лісів зона заростей кедрового стланику (Pinus pumila), що змінюються кам'яними розсипами.
У східній частині хребта знаходиться Зейський заповідник.
В ущелині річки Зея в межах хребта побудована Зейська ГЕС. 